# Giftanschlag auf Alexei Nawalny
Alexei Nawalny (vollständig Alexei Anatoljewitsch Nawalny), ein russischer Oppositionspolitiker und Dissident, wurde am 20. August 2020 vergiftet. Als Nawalny von Tomsk nach Moskau flog, wurde ihm unwohl und er verlor das Bewusstsein, weshalb das Flugzeug in Omsk notlandete. Dort wurde er zwei Tage im Krankenhaus behandelt, bevor er auf Bestreben seiner Familie nach Deutschland in die Berliner Charité verlegt wurde. Dort wurde eine Vergiftung mit dem Nervenkampfstoff Nowitschok festgestellt. Deshalb und aufgrund weiterer Enthüllungen wird der russische Geheimdienst verdächtigt, den Anschlag begangen zu haben.
Die Beziehungen zwischen der Europäischen Union und Russland verschlechterten sich in der Folge. Nach dem Giftanschlag erhob die EU Sanktionen, was zu Gegensanktionen durch Russland führte. Alexei Nawalny konnte die Charité nach 32 Tagen Behandlung verlassen, war aber weiterhin auf medizinische Betreuung angewiesen. Nachdem er am 17. Januar 2021 nach Russland zurückkehrte, wurde er umgehend festgenommen und war dort bis zu seinem Tod im Februar 2024 in verschiedenen Straflagern inhaftiert.

## Der Anschlag im Kontext

### Vorgeschichte
Nawalny hatte sich anlässlich der anstehenden Regionalwahlen in Sibirien aufgehalten, um Gespräche mit Oppositionsvertretern zu führen. Einem Artikel in der Boulevardzeitung Moskowski Komsomolez sollen laut dem deutschen Nachrichtenmagazin Der Spiegel Informationen aus einem detaillierten Bericht des russischen Geheimdienstes FSB zugrunde liegen.
Diesem Bericht zufolge habe die russische Polizei festgestellt, dass Nawalny ursprünglich zu einer weiteren Untersuchung mit einem Quadcopter und zu einem Treffen mit Unterstützern vor den Wahlen nach Nowosibirsk gekommen sei. Nach den Quellen von Moskowski Komsomolez in den Sicherheitskräften hätten alle Aktivitäten unter der Kontrolle von zivilen Strafverfolgungsbeamten gestanden.
Laut Moskowski Komsomolez kam Nawalny am 18. August gegen 18 Uhr in Tomsk an. Die Zimmer im Hotel Xander seien von Anhängern Nawalnys vor Ort gebucht worden, sieben Zimmer für vier Personen. Nawalny habe die Nacht in einem anderen Zimmer als dem für ihn gebuchten verbracht. Nawalny habe sich in der Stadt unauffällig bewegt, öffentliche Kameras vermieden und seine Kreditkarte nicht benutzt. Beobachtet wurden Spaziergänge und Treffen mit Anhängern. Bei ihren Kontrollen hätten die Polizisten keine Kontakte festgestellt, die mit der Vergiftung in Verbindung gebracht werden könnten. Nawalnys Gruppe sei später eingetroffen.
Behauptungen russischer Medien, Nawalny habe in Kaftantschikowo gefeiert und getrunken, wurden von der Polizei revidiert. Nawalny sei lediglich wie auch bei anderen Gelegenheiten am Vorabend der Abreise um 21.00 Uhr im Fluss Tom schwimmen gegangen, zweieinhalb Autostunden von Tomsk entfernt. Nach Bellingcat war sein Zimmer bis zur Rückkehr unbeaufsichtigt, Nawalny kehrte um 23.00 Uhr zurück, trank mit dem Team in der Bar um 23.15 Uhr einen Cocktail und ging um 23.30 Uhr in sein Zimmer.
In einem von einem Anhänger angemieteten Haus sei das Filmmaterial aus Nowosibirsk verarbeitet worden. Entsprechend den konfiszierten Steuerbelegen in den Geschäften, in denen Nawalny und seine Anhänger eingekauft hatte, wurden nur Säfte und Wasser gekauft. Einkäufe von Haushaltschemikalien oder Apothekeneinkäufe seien nicht festgestellt worden, so Moskowski Komsomolez.
Die enge Überwachung Nawalnys war einer der Gründe für die Annahme einer Mitwirkung des Geheimdienstes bei der Vergiftung Nawalnys und für die Begründung der Sanktionen:

„Alexej Nawalny ist wegen seiner herausragenden Rolle in der politischen Opposition Ziel systematischer Schikanen und Repression durch staatliche Akteure und Akteure der Justiz in der Russischen Föderation. Alexej Nawalnys Aktivitäten wurden während seiner Reise nach Sibirien im August 2020 vom Inlandsgeheimdienst der Russischen Föderation eng überwacht. […] Unter diesen Umständen und angesichts dessen, dass Alexej Nawalny zum Zeitpunkt seiner Vergiftung unter Überwachung stand, kann davon ausgegangen werden, dass die Vergiftung nur unter Beteiligung des Föderalen Dienstes für Sicherheit möglich war.“

Nawalny hatte in den Tagen und Wochen zuvor die Proteste in Belarus zustimmend kommentiert und zum Ausdruck gebracht, er gehe davon aus, dass sich eine ähnliche Revolution bald auch in Russland ereignen werde, die Wladimir Putin und den Geheimdienst hinwegfegen werde. Die Videobotschaften, in denen er sich mit den Protesten in Belarus und mit den Protesten in Chabarowsk solidarisierte, wurden mehrere Millionen Male aufgerufen.
Bellingcat und The Insider mit dem Spiegel und CNN belegten am 14. Dezember 2020 eine systematische Überwachung Nawalnys seit spätestens dem 16. Januar 2017, einen Monat nachdem dieser die Absicht geäußert hatte, für die Präsidentschaft zu kandidieren. FSB-Mitarbeiter, darunter Spezialisten für giftige Stoffe, hätten Nawalny auf seinen Reisen beschattet. „Insgesamt unternahm die FSB-Truppe 37 Reisen zu den gleichen Zielen, zu denen Nawalny zwischen 2017 und 2020 mit dem Flugzeug oder Zug reiste,“ so Bellingcat. Drei Mitarbeiter seien Nawalny nach Nowosibirsk und Tomsk gefolgt, die Ärzte Alexei Alexandrow und Iwan Ossipow sowie Wladimir Panjaew. Fünf weitere Mitarbeiter hätten deren Arbeit begleitet, einige seien auch nach Omsk gereist. Kommunikationsspitzen zwischen den Mitgliedern wurden für die Zeit kurz vor der Vergiftung festgestellt sowie für die Zeit, als Nawalny vom Hotel aus zum Flughafen fuhr.

### Frühere Anschläge auf Nawalny und seine Frau
Nawalny war schon früher Ziel von Anschlägen gewesen, etwa am 27. April 2017 durch einen Seljonka-Angriff, bei dem sein Auge besprüht wurde, so dass er nach eigenen Angaben einen 80-prozentigen Sehverlust im rechten Auge erlitt. Der Täter war nach seiner Vermutung Alexander Petrunko mit Verbindungen zu einem Duma-Abgeordneten. Nawalny wies der Regierung die Schuld an dem Anschlag zu.
Im Juli 2019 wurde Nawalny festgenommen und inhaftiert, am 28. Juli wurde er mit angeblich allergischen Reaktionen an Augen und Haut ins Krankenhaus eingeliefert. Anastassija Wassiljewa, eine von Nawalnys Ärztinnen, stellte die Diagnose in Frage und vertrat die Möglichkeit einer schädigenden Einwirkung chemischer Substanzen.
Nach Darstellung der Bellingcat-Recherchegruppe versuchte der Inlandsgeheimdienst bei mehreren Gelegenheiten, Anschläge auf Nawalny oder seine Frau Julija Nawalnaja zu verüben. Am 6. Juli 2020 hatte sich Julija Nawalnaja bei dem gemeinsamen Aufenthalt in Kaliningrad plötzlich schwach und unwohl gefühlt. Der Kaliningrad-Aufenthalt war von FSB-Angehörigen überwacht worden.

### Hergang des Anschlags
Am Donnerstagmorgen, den 20. August 2020, erschien Nawalny um 6.05 Uhr in der Hotellobby, um mit seiner Assistentin Kira Jarmysch zum Flughafen zu fahren.
Am Flughafen Tomsk bestiegen sie ein Flugzeug der S7 Airlines nach Moskau, Flug S7 2614. Nach Recherchen der BBC startete der Flug etwas später als gewöhnlich, um 8.01 Uhr Tomsker Zeit (4.01 Uhr Moskauer Zeit). Nawalny ließ sein Team der Stiftung für Korruptionsbekämpfung (FBK) in Tomsker Hotel Xander zurück, damit es dort die örtliche Untersuchung fortsetzen konnte.
Innerhalb der ersten halben Stunde nach dem Start fühlte er sich plötzlich unwohl, war von 8.30 bis 8.50 auf der Toilette, schrie wenig später gequält und wurde zunächst bewusstlos. Nach eigener Aussage spürte Nawalny währenddessen, trotz des gequälten Schreiens, keine Schmerzen, sondern „etwas anderes, Schlimmeres“. Um 8.50 Tomsker Zeit (4.50 Uhr Moskauer Zeit) stellten die Flugbegleiter und eine Krankenschwester die Erkrankung und die dringende Notwendigkeit einer klinischen Behandlung fest. Daraufhin entschied sich der Pilot zur Notlandung am Flughafen Omsk. Das Flugzeug landete um 9.01, das medizinische Team des Flughafens kam um 9.03 Uhr an Bord. Es stellte fest, dass Nawalny intensivmedizinische Behandlung benötigte. Dafür wurde ein Rettungswagen angefordert, der nach zehn Minuten eintraf und Nawalny in die Städtische Klinik No. 1 (Russisch: Городская клиническая больница скорой медицинской помощи №1) überführte. Dort wurde er mit Atropin behandelt.
Am Donnerstagabend, 20. August, gab das Krankenhaus bekannt, dass Nawalny im (nicht künstlichen) Koma liege und beatmet werde.
Seine Kleidung soll ihm bei der Einweisung abgenommen und später nicht zurückgegeben worden sein, behauptete Nawalny.
Nach Recherchen der Washington Post und der BBC News soll Marija Pewtschich, die „Leiterin des Nawalny-Teams“, am 20. August gegen 10 Uhr von der Notlandung und Nawalnys Bewusstlosigkeit erfahren haben. Der Anwalt Wladlen Los habe mit zwei anderen Mitgliedern des Teams gefrühstückt. Der Ermittler Georgi Alburow habe seine Flug-App überprüft und festgestellt, dass Nawalnys Flug nach Omsk umgeleitet worden war. Er habe eine SMS an die Pressesprecherin Kira Jarmysch gesandt, die mitgeflogen war. Einige Minuten danach habe sie gemeldet, Nawalny sei bewusstlos, er sei vergiftet worden. Kurze Zeit später habe ein Fluggast ein Video auf Twitter veröffentlicht, auf dem man Nawalny schreien und stöhnen hört.
Pewtschich sei daraufhin mit einem Teil des Teams, Georgi Alburow und Wladlen Los, zu Zimmer 239 des Hotels geeilt, aus dem Nawalny am Morgen ausgecheckt hatte. Los wartete an der Tür, bis die Hotelrezeption nach anfänglicher Ablehnung das Betreten des Raums erlaubte. Um 11.45 Uhr habe das Team den Raum betreten.
In einem Interview äußerte Pewtschich, sie habe Nawalny in den letzten Tagen begleitet, er sei nach ihrem Eindruck gesund gewesen. Daher sei das Team sicher gewesen, dass etwas Schlimmes geschehen sein musste. Da sie in Russland waren, schien ihnen eine Vergiftung wahrscheinlich. Zu ihrem Schrecken, so Pewtschich, sei Vergiftung „hier fast die Norm“. Sie seien in Begleitung eines Hotelangestellten in das Zimmer gegangen und hätten gefilmt, wie sie alles mit Gummihandschuhen einsammelten, was Nawalny angefasst haben konnte, obwohl der Hotelangestellte dafür die Erlaubnis der Polizei verlangt habe. Pewtschich sei gemeinsam mit Alburow mit den Gegenständen im Auto nach Nowosibirsk gefahren und von dort nach Omsk geflogen. Dort habe sie später mit Nawalny das Flugzeug nach Berlin bestiegen, die Gegenstände „strategisch verpackt“ im Handgepäck, darunter die Wasserflaschen der Marke Swatoj Istotschnik. Eine dieser Flaschen soll später mikroskopisch kleine Spuren von Nowitschok aufgewiesen haben.
Mitreisende hätten angegeben, dass Nawalny seit dem Morgen nichts außer einem Tee am Flughafen zu sich genommen habe. Sein Team sei daher nach Angaben der Sprecherin der Gruppe, Kira Jarmysch, am 20. August davon ausgegangen, dass dem Tee ein Gift beigemischt worden war. Mehrere Beobachter vermuteten eine Beteiligung der russischen Regierung und erinnerten an ähnliche Fälle, wie etwa den Mord an Alexander Litwinenko. Andere Beobachter, auch aus Kreisen westlicher Geheimdienste, erklärten, es sei noch zu früh, um Verantwortliche zu nennen, und warnten vor schnellen Schuldzuweisungen.
Am 17. September machte Nawalnys Team bekannt, dass sie im Tomsker Hotel nach dem Zusammenbruch Nawalnys Flaschen und andere Gegenstände sichergestellt hätten. Das Team veröffentlichte auch Filmaufnahmen des Hotelzimmers und zwei Wasserflaschen der Marke Swatoj Istotschnik mit Kommentar auf Instagram. Ein deutsches Labor soll die Nowitschok-Spuren an einer dieser Wasserflaschen nachgewiesen haben, andere Labore hätten dies bestätigt. Das Team schloss daraus, dass die Vergiftung schon im Hotelzimmer stattgefunden habe. Regierungssprecher Dmitri Peskow erklärte dies für unglaubwürdig, da in diesem Fall der Ausnahmezustand ausgerufen worden wäre. Das Beweismittel sei nun außerhalb des Landes, daher sei Aufklärung nicht möglich. Nach Aussage von Toxikologen könne man eine solche Flasche „nicht einfach irgendwo hinbringen“. Wladimir Tschischow stellte die Frage, wie die Flaschen durch die Flughafenkontrolle kommen konnten. Jaka Bizilj, der Nawalnys Rettungsflug nach Berlin organisiert hatte, erklärte dies damit, dass die Wasserflaschen auf Bitte von Nawalnys Stabschef im Flugzeug nach Deutschland transportiert wurden.
Das Gift an der Flasche, so Nawalnys Team später, sei jedoch eine Sekundärspur. Die eigentliche Vergiftungsursache sei noch unbekannt.
Nach einem TASS-Bericht vom 8. Oktober 2020 wurden bei der Flughafenkontrolle keine Flaschen gefunden.
Im Telefongespräch mit Nawalny äußerte der FSB-Offizier Konstantin Kudrjawzew, an der Flasche hätte sich keine Spur befunden.
Im Spiegel-Interview am 30. September 2020 erklärte Nawalny, er gehe davon aus, das Gift auf einer Oberfläche berührt und über die Haut aufgenommen zu haben. „Es gibt viele Gegenstände, die man in einem Hotel berührt, bevor man es verlässt – die Dusche, die Toilette, den Kleiderständer, den Griff deiner Tasche –, irgendwas berührst du sicher.“ Die Kleidung, die hier Aufschluss geben könnte, sei bewusst beseitigt worden. Sie sei ihm bei seiner Einweisung in das Krankenhaus in Omsk abgenommen worden.
Am 14. Oktober 2020 berichtete die New York Times, Nawalny habe möglicherweise zwei Mal Gift aufgenommen, durch die Wasserflasche und den Tee. Ein leitender Beamter des Geheimdienstes habe außerdem anonym mitgeteilt, das Gift sei wahrscheinlich in Pulverform in Flüssigkeit, sehr wahrscheinlich Tee, aufgelöst worden.
Am 21. Dezember 2020 berichtete der Spiegel, in einem Telefongespräch vom 14. Dezember habe der FSB-Agent Konstantin Kudrjawzew dem verdeckt ermitteltenden Nawalny mitgeteilt, die Attentäter hätten das Nervengift Nowitschok „auf der Innenseite einer Unterhose Nawalnys aufgebracht“.
Bellingcat berichtete, dass laut einem Papier von 1992 der Chemiewaffen-Experten Frederick R. Sidell und Jonathan Borak Nowitschok die Cholinesteraseaktivität bis zu 75 bis 80 Prozent hemmen könne. Dies bedeute, dass eine nicht-tödliche Dosis des Mittels nur zu einer vorübergehenden oder teilweisen Motor- oder Atemwegsstörung führen könne.

### Diagnose und Behandlung in Omsk
Die Rettungssanitäter, die Nawalny aus dem Flugzeug holten, waren aufgrund der Annahmen der Begleiter Nawalnys vom Piloten informiert worden, ein Passagier mit wahrscheinlicher Vergiftung sei an Bord. Auf diese Aussage hätten die Sanitäter ihre Sofortmaßnahmen gegründet. Während der ersten 12 Minuten nach der Landung hätten sie ein diabetisches Koma und einen Schlaganfall ausgeschlossen. In ihrer Messung des Blutzuckers hätten sie einen normalen Wert von 3–5 mmol/Liter festgestellt. Es habe kein Problem mit dem Kohlenhydratstoffwechsel gegeben. Nawalny habe sich in einem Stupor befunden, er konnte nichts erklären, sein Bewusstsein sei verwirrt gewesen. Die Rettungssanitäter vermuteten eine Vergiftung, sie verabreichten aber kein Atropin, da sie keinen entsprechenden Typ der Vergiftung vermuteten. Nawalny äußerte am 6. Oktober, schon den Rettungssanitätern sei klar gewesen, dass es sich um eine Vergiftung handele.
Dieser Darstellung wurde später von dem Haupttoxikologen der Klinik in Omsk, Alexander Sabajew, widersprochen. Die Rettungssanitäter hätten einen Blutzuckerwert von 13 mmol/Liter gemessen und Stoffwechselstörungen könnten nur durch biochemische Analyse in der Klinik diagnostiziert werden.
Nawalny wurde in komatösem Zustand in das städtische Krankenhaus (Russisch: Городская клиническая больница скорой медицинской помощи № 1) eingeliefert, zunächst in die toxikologische Abteilung, da eine Vergiftung vermutet wurde. Der Toxikologe Sabajew ließ daher aufgrund der Berichte der Rettungssanitäters und des Nawalny-Teams kurz nach der Ankunft im Krankenhaus wegen der Lungenkondition eine kleine Dosis Atropin verabreichen. Kurz nach Aufnahme im Krankenhaus äußerten die behandelnden Ärzte, es könne sich um eine Vergiftung mit „Antipsychotika oder Neuroleptika“ handeln. Die Behandlung mit Atropin soll Nawalny das Leben gerettet haben, aber laut der österreichischen Zeitung Der Standard auch ausschließen, dass es sich um Nowitschok handelte, da es hier unwirksam sei. Laut einem Artikel von Spektrum der Wissenschaft zur Vergiftung Nawalnys erfordert die Behandlung einer Nowitschokvergiftung hohe Dosen von Atropin kurz nach der Vergiftung und Beatmung.
Laut Aussage von Iwan Schdanow, dem Leiter der Anti-Korruptionsstiftung, sei den Ärzten zudem mitgeteilt worden, dass ein gefährlicher Stoff gefunden worden sei, der nicht nur für Nawalny selbst, sondern auch für die Umgebung gefährlich sein könnte, weshalb das Tragen von Schutzanzügen angewiesen worden sei. Dieser Darstellung widersprach der stellvertretende Chefarzt Anatoli Kalinitschenko, insofern in Blut und Urin kein Nachweis von Giftspuren möglich gewesen sei.
Die anfängliche Vergiftungsdiagnose, so die behandelnden Ärzte laut Meduza, habe bis zum Ende des ersten Tages bestanden, bis sie von zwei Laboratorien in Moskau und Tomsk die Auskunft erhielten, es könnten keine chemischen und toxikologischen Substanzen identifiziert werden. Daher habe man sich von der Erklärung durch Vergiftung entfernt.
Nach Darstellung des Guardians wurde die Diagnose nach Eintreffen der Polizei dementiert. Der Chefarzt der russischen Klinik, Alexander Murachowski, diagnostizierte am 21. August offiziell eine Stoffwechselstörung aufgrund zu niedrigen Blutzuckers. Nawalnys persönliche Ärztin Anastassija Wassiljewa erwiderte, ein niedriger Blutzucker und eine Stoffwechselstörung seien keine Diagnose, sondern eine Zustandsbeschreibung. Nawalnys Blutzucker sei außerdem im normalen Bereich gewesen. Nach Reuters stellten die Ärzte in Omsk eine Stoffwechselstörung und einen vierfach erhöhten Blutzuckerwert fest.
Die Omsker Ärzte stellten während Nawalnys Behandlung zunächst seine Stabilität und damit die Transportfähigkeit in Frage, Alexander Murachowski habe dabei den falschen Eindruck vermittelt, als sei die Entscheidung gemeinsam mit den deutschen Medizinern gefallen. Der Abschluss der Untersuchung benötige noch zwei weitere Tage. Derweil wurde ein Kontakt der Frau Nawalnys mit den Deutschen mit physischer Gewalt unterbunden. Am Abend gaben die Ärzte ihre Zustimmung zum Transport. Die Mediziner sagten am Freitag, er sei in einem induzierten Koma und sein Gehirn sei in einem stabilen Zustand.
Ebenfalls stellte die behandelnde Omsker Ärzteschaft am Freitagabend, 21. August, fest, eine Vergiftung Nawalnys sei „definitiv“ auszuschließen. Dies äußerte schließlich auch der Toxikologe Sabajew, der zunächst von einer Vergiftung ausgegangen war, nach den Laborergebnissen aber seine Meinung geändert hatte.
Laut Ärzteblatt ist es eine offene Frage, warum die Ärzte in Omsk trotz der typischen Symptome und Behandlung nicht die richtige Diagnose gestellt hätten.

### Verlegung nach Berlin
Die Verlegung an die Berliner Charité wurde möglich, weil Nawalnys Ehefrau Julija sich am Freitag, dem 21. August direkt an Präsident Putin wandte. Dieser bestätigte am 22. Oktober 2020 in der Konferenz des Waldai-Klubs, russische Behörden hätten die Ausreise Nawalnys, der im Koma lag, aus Rechtsgründen verhindern können. Er persönlich habe die russischen Stellen angewiesen, den Flug zu erlauben. Seine Intervention sei direkt nach der brieflichen Bitte von Julija Nawalnaja erfolgt.
Für die von Jaka Bizilj, Gründer der Nichtregierungsorganisation Cinema for Peace Foundation, organisierte Überführung in die Charité nach Deutschland wurde die FAI rent-a-jet beauftragt. Die Kosten für die Verlegung übernahm offensichtlich Boris Simin, der Sohn des in Großbritannien lebenden Gründers von Veon.
Der Ambulanzjet vom Typ CL60 startete am Freitagmorgen, 21. August, um 3.13 Uhr MESZ (7.13 Uhr Omsker Zeit), in Nürnberg zu seinem 4000-km-Flug, mit an Bord befand sich ein deutsches Ärzteteam.
Der Flug nach Berlin fand auf Anordnung der russischen Behörden jedoch nicht wie geplant am selben Tag statt, sondern erst am frühen Morgen des folgenden Tages, Samstag, den 22. August. Die Genehmigung zum Flug wurde am Freitag 21. August, um 23 Uhr Omsker Zeit, den in Omsk anwesenden deutschen Ärzten mitgeteilt. Das Flugzeug flog am Samstagmorgen um 8 Uhr Omsker Zeit ab. Die Verzögerung wurde damit begründet, dass die Piloten nach deutschem Recht Ruhezeiten einzuhalten hätten. Familie, Freunde und Mitstreiter Nawalnys vermuteten eine absichtliche Verzögerung, um die Ursachenforschung zu erschweren.
Nawalny landete am Samstag um 8.46 Uhr MESZ, 12.46 Omsker Zeit, in Berlin-Tegel und wurde mit einem Intensivtransport des Sanitätsdienstes der Bundeswehr in die Charité gebracht. Aufgrund der Gefahr weiterer Mordversuche wurde er dort vom Bundeskriminalamt unter Personenschutz gestellt.

### Behandlung in Deutschland
Blutproben und Untersuchungen Nawalnys wie auch die Auswertungen wurden von Anfang an unter Einbeziehung französischer und schwedischer Experten durchgeführt, um Kritik von russischer Seite entgegentreten zu können. Am 24. August teilte die Charité mit, erste klinische Befunde wiesen auf eine Vergiftung Nawalnys durch eine Substanz hin, die die Cholinesterase hemmt und so das Nervensystem angreift. Die konkrete Substanz sei aber noch unbekannt. Die Wirkung des Giftstoffs sei „mehrfach und in unabhängigen Laboren nachgewiesen“ worden. Dementsprechend werde Nawalny mit dem Gegenmittel Atropin behandelt. Russische Ärzte hatten Cholinesterasehemmer ausgeschlossen.
Wegen des Verdachts auf eine Vergiftung Nawalnys durch einen chemischen Kampfstoff bat die Charité das Institut für Pharmakologie und Toxikologie der Bundeswehr in München um Unterstützung. Der Spiegel und die Rechercheplattform Bellingcat ermittelten außerdem Anfragen an das Forschungszentrum für Bio- und Chemiewaffen in Porton Down, das an Untersuchungen nach dem Anschlag gegen Sergei Skripal beteiligt gewesen war. Experten der Charité erkundigten sich in Bulgarien nach dem Fall des mit einem Organophosphat vergifteten Waffenhändlers Emilian Gebrew, für den mutmaßlich der russische Militärgeheimdienst GRU verantwortlich war.
Nach Darstellung vom 28. August von Bruno Kahl, dem Präsidenten des Bundesnachrichtendienstes (BND), ist das Gift noch „härter“ als bisherige Formen. „Je komplexer, neuer und seltener die chemische Zusammensetzung des Giftes“ sei, desto wahrscheinlicher sei es, „dass man nur mithilfe des russischen Staatsapparates daran gelange“, hieß es aus Kreisen der Bundesregierung. Wegen der nachweisbaren engen Überwachung durch den FSB gehen deutsche Sicherheitsbehörden davon aus, dass nur ein russischer Geheimdienst Nawalny vergiftet haben kann. Das Kalkül der Täter sei es gewesen, dass Nawalny noch an Bord des Flugzeugs sterben sollte. Nur das beherzte Eingreifen des Piloten, der spontan in Omsk notlandete, und die anschließende Behandlung Nawalnys mit einem Gegengift im dortigen Krankenhaus hätten ihm das Leben gerettet.
Am 28. August gab die Charité bekannt, dass die Symptomatik der durch die Cholinesterase-Hemmung ausgelösten cholinergen Krise bei Nawalny rückläufig sei.
Am 7. September 2020 wurde Nawalny aus dem künstlichen Tiefschlaf geholt.
Am 14. September teilte die Bundesregierung mit, dass Spezial-Labore in Frankreich und Schweden unabhängig voneinander die Vergiftung mit einem Kampfstoff aus der Nowitschok-Gruppe bestätigt haben. Nawalny selber hatte sich an diesem Tag weiter erholt und musste nicht mehr künstlich beatmet werden. Er konnte nach Auskunft der Charité bereits für einige Zeit das Bett verlassen.
Am 21. September reichten Nawalny, die FBK und über 10 Mitarbeiter eine Klage gegen Wladimir Putin ein. Sie geben Putin persönlich die Schuld für die „absolute und demonstrative Gesetzlosigkeit“ im „FBK-Fall“ und erklären sich bereit, diese Position vor Gericht zu verteidigen.
Am 22. September konnte Nawalny das Krankenhaus verlassen. Er selber teilte mit, dass er noch an Lähmungen der linken Hand leide und eine Reha plane. Spätfolgen der Vergiftung sind nach Angaben der Charité zwar noch nicht auszuschließen, aber eine komplette Heilung sei aufgrund des guten Verlaufes möglich.
Mitte Oktober 2020 gab Nawalny an, die Kosten in der Charité hätten sich auf 49.900 Euro belaufen und seien von Freunden bezahlt worden. Er selbst habe die Kosten nicht übernehmen können, da in Russland seine Privatkonten, die seiner Familie und sein Unternehmerkonto eingefroren worden seien.
Ebenfalls im Oktober 2020 traf Vizekanzler Olaf Scholz in einem Berliner Hotel mit Nawalny zusammen, die Öffentlichkeit erfuhr erst später von dem Treffen.

### Ergebnisse der OPCW-Untersuchung
Die deutsche Regierung bat am 4. September 2020 das Technische Sekretariat der Organisation für das Verbot chemischer Waffen (OPCW) um Unterstützung. Dabei folgte man Artikel VIII 38e der Chemiewaffenkonvention.
Die von der OPCW benannten Labore kamen nach ihren Untersuchungen zu dem Schluss, die Biomarker des Cholinesterasehemmers in Alexei Nawalnys Blut- und Urinproben hätten ähnliche strukturelle Eigenschaften wie die toxischen Chemikalien, die zu den Schedules 1.A.14 (A-232, A-234 und Strukturanaloga) und 1.A.15 (A-242 und Strukturanaloga) gehören, die dem Anhang der Konvention über Chemikalien in der 24. Sitzung der Konferenz 2019 beigefügt wurden. Wenn Strukturmerkmale aus beiden Substanzklassen vorhanden sind, kommt man zwangsläufig auf eine Struktur wie A-262 oder ein Analogon. Dieser neue Cholinesterasehemmer sei als solcher im Anhang nicht aufgeführt. Die öffentliche Mitteilung des Ergebnisses fand am 6. Oktober in Den Haag statt. Da A-262 und Analoga nicht im Anhang der Chemiewaffenkonvention gelistet ist, dürfte es problematisch sein, Russland einen Verstoß gegen die Chemiewaffenkonvention vorzuwerfen.
Ein OPCW-Team war schon am 5. September 2020 nach Deutschland geschickt und von den deutschen Behörden unterrichtet worden. Der Auftrag an das Team war auf die Sammlung biomedizinischer Proben beschränkt. Andere Informationen wurden nicht mitgeteilt. Am 6. September 2020 fand der Besuch bei Nawalny auf der Intensivstation statt. Blut- und Urinproben wurden entnommen und zu einem OPCW-Labor gebracht. Auf Antrag der Bundesregierung wurden die Proben am 11. September 2020 an ausgewählte Labore versandt. Die Biomarker sind im nicht-öffentlichen (classified) Bericht benannt.
Die Bundesregierung sah in den Ergebnissen die Bestätigung der früheren Laborergebnisse und behielt sich die Veröffentlichung weiterer Einzelheiten des Berichts vor. Steffen Seibert verlautbarte, die Ergebnisse der von der OPCW beauftragten Referenzlabore stimmten mit den Ergebnissen überein, die bereits durch Speziallabore in Deutschland, Schweden und Frankreich erzielt worden seien. Die russische Agentur RIA teilte hingegen mit, es sei „keine verbotene Substanz“ gefunden worden. Nach Darstellung der NZZ trifft dies nur insofern zu, als die neuartige Form des Nervengifts „bisher nicht bekannt und entsprechend auch noch nicht verboten war“. Die OPCW leite aus ihren Ergebnissen ab, dass Russland weiterhin Nervengifte der Nowitschok-Gruppe entwickele. Dies, so die NZZ-Redaktion, wäre verboten.
Die russische Regierung bat am 23. September um die Zugänglichmachung der Testergebnisse, Proben und Materialien gemäß Konvention Artikel 9, Absatz 2.
Am 14. Oktober erklärte Marc-Michael Blum, ehemaliger Laborleiter der OPCW, bei Bioproben mit so niedriger Konzentration könne man „keinerlei Signaturen feststellen, die einen Abgleich mit einer Referenzprobe ermöglichen würde“. Rückschlüsse aus der chemischen Analytik auf die Herkunft seien daher gegenwärtig unmöglich. Man solle abwarten, was die OPCW in Russland möglicherweise finde.

### Medizinischer Abschlussbericht inThe Lancet
Am 22. Dezember 2020 veröffentlichten die behandelnden deutschen Ärzte mit Einverständnis Nawalnys einen abschließenden klinischen Fallbericht (case report) über den Verlauf der Behandlung der schweren Vergiftung. Die Veröffentlichung des Berichts in der medizinischen Fachzeitschrift The Lancet erfolgte laut Pressemitteilung auf Ersuchen von The Lancet.
Die erst später erfolgte Mitteilung der Bundesregierung über den externen Nachweis des Nervengiftes der Nowitschok-Gruppe in einem Labor der Bundeswehr hat laut Bericht die Diagnose und Behandlung nicht beeinflusst. Der Patient habe die typischen Symptome einer akuten cholinergen Krise aufgewiesen. Die Behandlung griff laut Bericht auf die Erfahrungen der Behandlung von Vergiftungen mit Organophosphaten zurück, wie sie auch bei Pestizidvergiftungen auftritt. Nawalny wurde in der Charité von Tag 3 bis 12 mit Atropin behandelt. In der Urinuntersuchung bei Einlieferung war festgestellt worden, dass Nawalny auch in Omsk unter anderem mit Atropin behandelt worden war. Anlässlich dieses Befundes thematisierte das Deutsche Ärzteblatt, wie es möglich war, im Krankenhaus in Omsk trotz richtiger Erkenntnis der typischen Symptomatik und begonnener Therapie zu einer anderen Enddiagnose zu kommen.

## Strafverfolgung
Bis Dezember 2020 wurde in keinem Staat ein Strafverfahren eingeleitet. Zuständig ist Russland; die deutsche Justiz ist örtlich nicht zuständig. Regionalabgeordnete in Tomsk, Pskow und Nowosibirsk forderten den Chef des Ermittlungskomitees der Russischen Föderation, Alexander Bastrykin auf, Ermittlungen einzuleiten.
Am 17. Dezember wurde Nawalny von der Staatsanwaltschaft Berlin im Rahmen der europäischen Rechtshilfe in Strafsachen zur Vernehmung geladen. Das deutsche Justizministerium verlautbarte, die Vernehmung finde auf Antrag der russischen Generalstaatsanwaltschaft statt. Nawalny untersagte die Teilnahme von russischen Vertretern an der Befragung. Ein Sprecher des Bundesjustizministeriums erklärte: „Dieses Verbrechen muss in Russland aufgeklärt werden. Dies erfordert Ermittlungen, die der Schwere dieses Verbrechens angemessen sind. Alle dafür erforderlichen Informationen wie Blut und Gewebeproben und Kleidungsstücke liegen in Russland vor.“

## Ereignisse nach der Krankenhausentlassung Nawalnys

### Chronologie bis zum 14. Dezember 2020
Am 30. September teilte Nawalny dem Spiegel in einem Interview mit, er halte Putin für verantwortlich für den Anschlag: „Ich behaupte, dass hinter der Tat Putin steht.“ Er äußerte auch die Absicht, nach Russland zurückzukehren. Nawalny war sich sicher, dass der Einsatz und die Herstellung nur vom FSB, des SWR oder der GRU kommen könne und dass deren Leiter Alexander Bortnikow, Sergei Naryschkin und Igor Kostjukow diese Entscheidung „nicht ohne Putins Anweisung“ treffen konnten.
In einem Interview mit Bild am 7. Oktober 2020 forderte er dazu auf, Sanktionen gegen Russland zu ergreifen und Nord Stream 2 einzustellen. Gerhard Schröder hatte die Meinung vertreten, gesicherte Fakten gebe es ja nicht, „jedenfalls nicht über die Tatsache, wer verantwortlich ist für diesen Anschlag auf Herrn Nawalny“. Dazu äußerte Nawalny, Schröder sei „Laufbursche Putins, der Mörder beschützt“. Das sei seine persönliche Meinung als Anwalt, der Rosneft und Gazprom mehrere Jahre lang untersucht habe. „Ich habe kein Dokument, auf dem schwarz auf weiß steht: Hier, Herr Schröder, das ist ihre Aktentasche voller Geld. Aber ich habe keinen Zweifel daran, dass Schröder verdeckte Zahlungen bekommt.“ Schröder hat daraufhin am 10. Oktober 2020 juristische Schritte eingeleitet. Schröder wurde vor allem aus Kreisen der CDU kritisiert; Norbert Röttgen warf ihm vor, sich „an Vertuschungsversuchen des russischen Sicherheitsapparats zu beteiligen“.
Am 13. Oktober zog Nawalny zur Erholung in eine Wohnung in Ibach im Kreis Waldshut.
Der Klinikdirektor in Omsk, Alexander Murachowski, der sich laut dem Schweizer Tages-Anzeiger mit seinen Aussagen vor der Presse mehrfach „bis auf die Knochen blamiert“ habe, wurde am 7. November vom Klinikdirektor zum Vorsteher des Ministeriums für Gesundheit der Region Omsk befördert.
Am 12. Dezember berichtete die Sunday Times, man wisse aus Geheimdienstkreisen, dass Nawalny zweimal vergiftet werden sollte: im Hotel und im Krankenhaus. Russische Einsatzkräfte hätten versucht, die Evakuierung Nawalnys zu verhindern. Der zweite Versuch sei am Atropin gescheitert, das Sanitäter Nawalny gespritzt hätten. Auch an Unterwäsche, Kleidung und Gürtel sollen Spuren von Nowitschok gefunden worden sein. Das Gift sei im Hotelzimmer von Geheimdienstmitarbeitern verteilt worden. Nawalny äußerte seine Verwunderung über diesen Artikel.

### Recherchegruppe Bellingcat und Reaktionen
Am 14. Dezember 2020 veröffentlichten die britische Investigativplattform Bellingcat, das russische Recherchemagazin The Insider und der amerikanische Nachrichtensender CNN zusammen mit Der Spiegel ihre gemeinsame Untersuchung. Nach den aufwändigen Recherchen und der Auswertung von Mobilfunkverbindungen, GPS- und Standortdaten von mehr als einem Dutzend FSB-Agenten sowie Analysen zahlreicher Passagierlisten russischer Linienflüge identifizierten sie eine Gruppe von acht FSB-Agenten als Täter bei dem Attentat auf Nawalny in Tomsk. Die Täter gehörten demnach zum Institut Forensische Wissenschaften des FSB mit Wladimir Michailowitsch Bogdanow als Leiter. Als mutmaßlich beteiligte FSB-Beamte benannten sie Stanislaw Makschakow, Oleg Tajakin („Tarassow“), Alexei Alexandrow („Frolow“), Iwan Ossipow („Spiridonow“), Konstantin Kudrjawzew („Sokolow“), Alexei Kriwoschtschekow und Michail Schwets („Stepanow“). Diese Beamten sollen ab 2017 Nawalny beschattet haben. Kudrjawzew sowie der mutmaßliche Koordinator der Operation zur Vergiftung Nawalnys, Oleg Tajakin, sollen vor dem Anschlag in die russische Küstenstadt Sotschi geflogen sein. So sollen ihre Handydaten und Geolocation demnach belegen, dass sie sich dort in der Nähe der Residenz von Russlands Präsident Wladimir Putin aufgehalten hatten. Den Recherchen kam der Schwarzmarkt für jegliche Art von Daten – Telekommunikationsdaten, Mobilfunkdaten, Autonummern, Adressen, Passdaten, Buchungsdaten von Flug- und Zugtickets zugute. Zu diesem Zeitpunkt konnten solche eigentlich privaten Daten im Darknet/Internet gratis oder zu einem moderaten Preis erworben werden.
Am 14. Dezember 2020 rief Nawalny seiner eigenen Darstellung zufolge um 6.30 Uhr von Deutschland aus mit einer manipulierten Nummer eine als Konstantin Kudrjawzew („Sokolow“) bezeichnete Person an, so dass diese habe glauben können, der Anruf käme von der FSB-Zentrale. Nawalny habe sich als Maxim Sergejewitsch Ustinow ausgegeben, ein persönlicher Mitarbeiter Nikolai Patruschews, früher FSB-Chef und Sekretär des russischen Sicherheitsrates. Er habe vorgegeben, Kudrjawzews Nummer von Wladimir Michailowitsch Bogdanow erhalten zu haben, dem stellvertretenden Leiter des Wissenschaftlich-Technischen Dienstes und Chef des Zentrums für Spezialtechnik des FSB. Ustinow solle Bogdanow einen Bericht über den fehlgeschlagenen Anschlag liefern. Der als Kudrjawzew bezeichnete Gesprächspartner, der nach eigenen Angaben an COVID-19 erkrankt war und sich in Quarantäne befand, habe Einzelheiten bestätigt und Beteiligte benannt, darunter den Leiter der Gruppe, ohne dass Nawalny diese zuvor erwähnt hätte. Der Angerufene erzählte in dem Telefonat weiterhin, nach der Notlandung und der Einlieferung Nawalnys ins Krankenhaus sei er gemeinsam mit einem weiteren FSB-Agenten nach Omsk gereist, um Kleidungsstücke von Nawalny einzusammeln und Spuren des Gifts zu beseitigen. Auch berichtete er, dass von Nawalnys blauer Unterhose Rückstände entfernt worden seien. Das Überleben Nawalnys erklärte er mit der Unterbrechung des Flugs und der schnellen Behandlung in Omsk.
Auf der Jahrespressekonferenz des Kremls am 17. Dezember 2020 erklärte Präsident Putin, er sehe keinen Grund für eine Vergiftung Nawalnys. „Wer ist er schon? Wenn man das gewollt hätte, dann hätte man es auch zu Ende geführt.“ Das Material Nawalnys zu mutmaßlichen Agenten stamme von amerikanischen Geheimdiensten. Sein Zugriff auf solche Quellen rechtfertige geheimdienstliche Beobachtung, aber das heiße nicht, dass man ihn vergiften müsse.
Das Telefonat wurde am 21. Dezember 2020 als Video und Transkript veröffentlicht. Unter dem Titel „Ich habe meinen Mörder angerufen. Er hat gestanden.“ veröffentlichte Nawalny auf seinem YouTube-Kanal einen Mitschnitt des Telefonats mit dem mutmaßlichen FSB-Agenten. Ermöglicht hatte dieses Telefonat Christo Grozev, ein Journalist aus Bulgarien und Bellingcats leitender Russland-Ermittler und einer der Autoren der Untersuchung zur Vergiftung Nawalnys. Zuvor hatte Grozev den Abschuss der malaysischen Passagierflugzeugs MH17 über der Ostukraine, die Vergiftung von Sergei Skripal und des bulgarischen Waffenhändlers Emilian Gebrew untersucht. Grozev erklärte, Nawalny habe als „Ziel eines Mordanschlags“ ermittelt, bei dem kein Staat gewillt sei zu ermitteln, nicht Russland und auch nicht Deutschland. Bellingcat veröffentlichte auch eine Analyse des Videomaterials und des Transkripts. Die Authentizität des Telefonats – insbesondere die Identität der angerufenen Person – konnte allerdings bislang nicht belegt werden.
Kurz nach der Veröffentlichung des Telefonats kam es an der Wohnadresse des mutmaßlichen FSB-Agenten Kudrjawzew in Moskau zu einem großen Polizeiaufgebot, wie Nawalnys Mitarbeiterin Ljubow Sobol auf Twitter dokumentierte. Später wurde sie festgenommen, ihr wurde Hausfriedensbruch vorgeworfen, auch das filmte und publizierte sie. Auf dem Video ist zu sehen, dass mehrere Journalisten vor Ort waren. Am 25. Dezember wurde Sobol in ihrer Moskauer Wohnung festgenommen, diese wurde durchsucht. Nawalny äußerte, die gesamte Ausrüstung in Sobols Wohnung sei von den Sicherheitskräften beschlagnahmt worden, selbst das Handy der sieben Jahre alten Tochter. Einige Tage zuvor hatte auch Clarissa Ward, die internationale Chefkorrespondentin von CNN, die Wohnadresse von Oleg Tajakin, dem mutmaßlichen FSB-Koordinator der Operation aufgesucht, den Bellingcat als Attentäter identifiziert hatte. Ein Mann an der Wohnungstür lehnte es ab, interviewt zu werden, aber Ward wurde nicht verhaftet.
Das Telefonat wurde in einer Mitteilung des FSB an russische Nachrichtenagenturen am 22. Dezember 2020 als „Provokation“ bezeichnet, dies sei nur mit Hilfe ausländischer Geheimdienste möglich gewesen, um den Inlandsgeheimdienst zu diskreditieren, die Mitschrift sei gefälscht.

### Rückkehr nach Russland
Am 13. Januar 2021 teilte Nawalny mit, am 17. Januar nach Russland zurückzukehren. Kurz nach der Ankunft am Flughafen Moskau-Scheremetjewo wurde er festgenommen. Am folgenden Tag wurde er in einem Schnellverfahren zu 30 Tagen Haft verurteilt. Wiederum einen Tag später veröffentlichte Mitglieder von Nawalnys Organisation den Dokumentarfilm Ein Palast für Putin über den russischen Präsidenten Wladimir Putin, in dem er u. a. dessen Residenz am Kap Idokopas thematisiert und diesbezüglich Korruption aufdeckt.
Die Verhaftung Nawalnys führte ab dem 23. Januar zu landesweiten Massenprotesten. In Folge der Proteste, bei denen deutsche, polnische und schwedische Diplomaten (mit Verweis auf das Wiener Übereinkommen über diplomatische Beziehungen) zugegen waren, wies Russland diese aus. Daraufhin wiesen die drei betroffenen Länder ihrerseits russische Diplomaten aus.

## Politische Reaktionen nach dem Anschlag

### Reaktionen der deutschen Regierung
Die deutsche Regierung ging am 24. August, an dem die Charité erste Ergebnisse veröffentlichte, „mit einer gewissen Wahrscheinlichkeit“ davon aus, dass der russische Oppositionspolitiker Nawalny vergiftet worden sei, wobei Außenminister Heiko Maas zum Abwarten riet. Der ehemalige Russland-Beauftragte der Bundesregierung Gernot Erler ging davon aus, dass ein Giftanschlag zumindest mit Wissen des Geheimdienstes passiert sein musste und sprach von einem „Versuch der Einschüchterung“ der Opposition.
Am 2. September veröffentlichte die deutsche Bundesregierung eine Erklärung, in der es heißt, dass ein Speziallabor der Bundeswehr zweifelsfrei ein Nervengift der Nowitschok-Gruppe in den in der Charité entnommenen Proben Nawalnys nachgewiesen habe. Dass „Alexej Nawalny in Russland Opfer eines Angriffs mit einem chemischen Nervenkampfstoff geworden ist“, sei „ein bestürzender Vorgang“, den die Bundesregierung „auf das Schärfste“ verurteile. Sie bestellte daraufhin den russischen Botschafter in Berlin, Sergei Netschajew, ein und forderte von der Regierung der Russischen Föderation, sich zu den Untersuchungsergebnissen zu erklären. Die Bundesregierung kündigte zudem an, EU, NATO und den Deutschen Bundestag zu unterrichten und die OPCW über die Ergebnisse zu informieren.
Die Bundesregierung kam den Rechtshilfeersuchen Russlands nach, wollte aber einen Großteil der Ermittlungsakten aber zur Beweissicherung und aus „Vertraulichkeitsgepflogenheiten“ nicht herausgeben. Das abschließende Ergebnis sei der OPCW übergeben worden, dabei aber „nicht die der Geheimhaltung unterliegende, komplette Untersuchungsakte“.
Strafrechtliche Schritte schloss die deutsche Regierung nach einer von ihr erbetenen Überprüfung durch Juristen zunächst aus, da der Anschlag auf russischem Hoheitsgebiet stattgefunden hat und kein Deutscher an der Tat beteiligt war. Außerdem gibt es innerhalb der Regierung Bedenken, dass bei einer juristischen Ermittlung die Analyse- und Nachweismethoden westlicher Labore offengelegt werden müssten und dass dies eine Weiterentwicklung der Giftstoffe erleichtern und künftig Nachweise erschweren würde. Andere Möglichkeiten der Strafverfolgung wurden in der Öffentlichkeit erörtert.

### Reaktionen der russischen Regierung
Am 25. August reagierte der Kreml-Pressesprecher Dmitri Peskow auf den Vergiftungsvorwurf an die russischen Behörden. Er entgegnete, es stehe bisher weder fest, um welchen Cholinesterasehemmer genau es sich handle, noch ob die Intoxikation auf einen Anschlag zurückzuführen sei. Er sagte, Ärzte in Omsk hätten ähnlich wie die behandelnden deutschen Ärzte das Erscheinungsbild einer Vergiftung mit einer Substanz aus der Wirkstoffgruppe der Cholinesterasehemmer wahrgenommen. Am 27. August 2020 gab die russische Polizei an, Vorermittlungen eingeleitet und mögliche Beweismittel sichergestellt zu haben. Die russische Generalstaatsanwaltschaft lehnte die Einleitung eines Ermittlungsverfahrens weiter ab und richtete ein erstes Rechtshilfeersuchen zur Übermittlung von Analysen und vorläufigen Diagnosen an die deutsche Bundesregierung.
Die Reaktion der russischen Regierung darauf Anfang September war laut Regierungssprecher, dass sie zur „vollständigen Kooperation“ bereit sei, das russische Außenministerium erklärte, dass es für eine Vergiftung Nawalnys bislang keine Beweise gebe, diese Aussagen bewertete der Spiegel als widersprüchlich.
Am 6. September, dem Tag der Sondersitzung der NATO, bestätigte die Staatsanwaltschaft Berlin den Eingang eines von der russischen Generalstaatsanwaltschaft ausgehenden Rechtshilfeersuchens. Die Polizei im Föderationskreis Sibirien hatte eigenen Angaben zufolge Vorermittlungen eingeleitet. Kremlsprecher Dmitri Peskow teilte mit: „Sollten sich die Informationen über giftige Substanzen in den Proben des Patienten bestätigen, dann besteht natürlich kein Zweifel daran, dass die Ermittlungen beginnen.“ In diesem Fall zähle man auf den Dialog mit den deutschen Kollegen.
Am 8. September bestellte das russische Außenministerium den deutschen Botschafter in Moskau, Géza Andreas von Geyr, für den 9. September zum Gespräch ein, da es, wie die Sprecherin Maria Sacharowa mitteilte, „an der Zeit (sei), die Karten offen zu legen, weil es für alle klar ist: Berlin blufft, um einem schmutzigen politischen Getue dienlich zu sein.“ Die deutsche Regierung hatte Moskau nicht die genauen Befunde des Bundeswehr-Speziallabors zur Verfügung gestellt. Sie erklärte, das weitere Vorgehen und weitere Fragen über die OPCW klären zu wollen. Dem deutschen Botschafter in Moskau wurde mitgeteilt, man werfe der Bundesregierung im Fall Nawalny „unkonstruktives Verhalten“ vor. Der Spiegel berichtete, das russische Außenministerium habe am 9. September mitgeteilt, von Geyr sei bei einem Treffen in Moskau davor gewarnt worden, die Verweigerung von Informationen durch die Bundesregierung im Fall Alexei Nawalny werde als „feindliche Provokation“ betrachtet, die Folgen haben werde.
Am 22. September warf Dmitri Peskow den Mitarbeitern Nawalnys vor, viele Beweise beiseitegeschafft zu haben, was die Überprüfungen erschwere.
Nach Mitteilung von Nawalnys Sprecherin Kira Jarmysch auf Twitter vom 23. September wurden Nawalnys Konten in Russland eingefroren und seine Wohnung im Moskauer Stadtteil Marjino beschlagnahmt. Die richterliche Anordnung sei schon am 27. August ergangen.
Am 26. September warf die russische Regierung Deutschland vor, die Aufklärung zu behindern, es verstoße gegen das Europäische Übereinkommen über die Rechtshilfe in Strafsachen von 1959. Auch die Rolle des technischen Sekretariats der OPCW wurde in Frage gestellt.
Am 1. Oktober äußerte Dmitri Peskow den Vorwurf, Alexei Nawalny sei von der CIA gesteuert. Der Duma-Sprecher Wjatscheslaw Wolodin unterstellte eine Inszenierung westlicher Geheimdienste. Man habe im Zusammenhang mit den Protesten in Belarus „Druck auf Russland“ ausüben wollen.
Am 8. Oktober kritisierte Botschafter Sergei Netschajew, das Auswärtige Amt sei voreingenommen und habe eine „undurchsichtige Agenda“. Die medizinischen Proben Nawalnys wiesen keine Spuren einer Vergiftung auf, die Vergiftung könne nicht auf russischem Boden stattgefunden haben.
Auf die Sanktionen der EU reagierte die russische Regierung am 16. Oktober 2020 mit der Ankündigung „spiegelgleicher“ Gegensanktionen und der möglichen Aussetzung des weiteren Dialogs.
Im internationalen „Waldai“-Diskussionsklub 2020 äußerte sich Wladimir Putin auf Anfrage eines deutschen Journalisten beim Videokonferenz-Podium am 22. Oktober 2020 zum ersten Mal öffentlich zu Vergiftungen. Putin bestätigte, dass er nach Vorsprache von Nawalnys Ehefrau die Ausreise trotz bestehender gerichtlicher Reisebeschränkungen unterstützt habe. Er beklagte, dass Deutschland auf die Rechtshilfeersuchen immer noch nicht reagiert habe. Die deutsche Seite habe weder biologisches Material noch das offizielle Gutachten über das analysierte „Nowitschok“ bereitgestellt. Er äußerte Zweifel an den Untersuchungen, weil die OPCW zu einem anderen Analyseergebnis (nicht „Nowitschok“) gekommen sei und bot nochmals gemeinsame Untersuchungen an.
Am 6. November verlautbarte die Polizei in Sibirien, die Vergiftungs-Diagnose sei unrichtig, in ihrem abschließenden Befund hätten russische Ärzte festgestellt, Nawalny habe an Pankreatitis und einer Stoffwechselstörung gelitten.
Nachdem Russland bereits im November Gegenmaßnahmen gegen die Sanktionen der Europäischen Union angekündigt hatte, erweiterte das russische Außenministerium am 22. Dezember die Liste von Personen, die nicht in das Land einreisen dürfen. Von den Einreiseverboten sind mehrere EU-Staaten, darunter Deutschland und Frankreich, betroffen. Als Begründung führte Außenminister Sergei Lawrow an: „Weil Deutschland die Lokomotive war für die Sanktionen der EU im Zusammenhang mit Nawalny und weil die Sanktionen leitende Mitarbeiter der russischen Präsidialverwaltung betreffen, wird unsere Antwort spiegelgerecht ausfallen.“ Namen der Betroffenen werden nicht genannt, sie erfahren erst bei Einreise von den Sanktionen.

### Reaktionen der NATO
Am 4. September forderte die NATO die russische Regierung nach einer Sondersitzung auf, internationalen Ermittlungen zu dem Giftanschlag zuzustimmen und ihr Programm zum Nervengift Nowitschok gegenüber der OPCW offenzulegen. Die Vergiftung wurde als schwerer Völkerrechtsbruch bewertet.

### Reaktionen (einschließlich Sanktionen) der EU
125 Abgeordnete des Parlamentes der Europäischen Union forderten eine internationale Untersuchung unter Beteiligung der Vereinten Nationen und des Europarats. Sie äußerten Skepsis gegenüber der Fähigkeit und dem Willen russischer Behörden, den Fall aufzuklären. Es wurde vorgeschlagen, eine Untersuchung durch UN und Europarat durchzuführen. Denkbar sei auch die Beteiligung der OPCW. Initiator des Schreibens war der Grünen-Abgeordnete Sergey Lagodinsky.
Am 24. September drohte die EU Russland mit Sanktionen. Ratspräsident Charles Michel forderte eine Debatte über Konsequenzen.
Am 7. Oktober veröffentlichten die Außenminister Deutschlands und Frankreichs, Heiko Maas und  Jean-Yves Le Drian, eine gemeinsame Erklärung, in der sie Sanktionen forderten: Russland habe keine glaubwürdige Erklärung zum Fall abgegeben. Dafür gebe es keine andere plausible Erklärung zur Vergiftung von Herrn Nawalny als eine russische Verantwortung und Beteiligung.
Am 12. Oktober 2020 einigten sich die Außenminister der EU-Staaten darauf, Sanktionen vorzubereiten. Das zuständige Gremium soll Einzelpersonen sanktionieren, „die aufgrund ihrer offiziellen Funktion als verantwortlich für dieses Verbrechen und den Bruch internationaler Rechtsnormen gelten, sowie auf eine Einrichtung, die in das Nowitschok-Programm eingebunden ist“.
Die EU-Sanktionen wurden am 15. Oktober verkündet. Mit Einreiseverboten und Kontensperrungen wurden belegt: Alexander Bortnikow (Chef des FSB), Sibirienbeauftragter Sergei Menjailo, Sergei Kirijenko, Mitarbeiter des Innenpolitikers Andrei Jarin, die Vizeverteidigungsminister Pawel Popow und Alexei Kriworutschko sowie der dem Präsidenten Putin nahestehende Oligarch Jewgeni Prigoschin. Außerdem wurde das staatliche russische Forschungsinstitut für organische Chemie und Technologie sanktioniert.
Die Sanktionen gegen das Forschungsinstitut wurden damit begründet, dass der Einsatz eines toxischen Nervenkampfstoffs der Nowitschok-Gruppe nur möglich sei, „wenn das Institut seiner Verantwortung, Bestände an chemischen Waffen zu vernichten, nicht nachgekommen ist“.
Auf die Sanktionen reagierte die Russische Föderation am 11. November 2020 mit der Androhung „spiegelbildlicher“ Gegensanktionen, besonders gegen Deutschland und Frankreich.

### Reaktionen der USA
Abgeordnete forderten Präsident Trump auf, die Vergiftung eigenständig untersuchen zu lassen. Der Ausschuss für Außenpolitik berief sich auf rechtlich mögliche Sanktionen für den Einsatz chemischer oder biologischer Waffen, ähnlich denen 2018 im Zusammenhang mit dem Fall Skripal. Der Brief an Trump wurde von Vertretern beider Parteien unterschrieben. Der US-Präsident hatte geäußert, es lägen noch keine Beweise vor. Er wäre jedoch „sehr wütend“, wenn die Mitwirkung der Regierung erwiesen würde, wobei er seine frühere Forderung nach einem Baustopp von Nord Stream 2 bekräftigte.
Unter Präsident Joe Biden erließen die USA am 2. März 2021 Sanktionen in Form von Kontensperrungen gegen dieselben sieben Personen, die von der EU im Oktober 2020 wegen des Giftanschlags sanktioniert wurden. Die USA erhoben außerdem Handelsbeschränkungen gegen 14 Produktionsunternehmen von Gütern, die der Herstellung chemischer Waffen dienen könnten.
Zum Jahrestag des Anschlags verhängten USA Sanktionen (Kontensperrungen und Einreiseverbote) gegen acht russische Geheimdienstmitarbeiter sowie einen Chemiewaffenexperten, ein militärisches Forschungszentrum und ein FSB-Institut.

### Reaktionen des Vereinigten Königreichs
Großbritannien hatte im Oktober 2020 als Reaktion auf den Anschlag auf Nawalny erste Strafmaßnahmen gegen mehrere Russen verhängt. Zum Jahrestag des Anschlags verhängte das Vereinigte Königreich außerdem weitere Sanktionen gegen sieben russische FSB-Mitarbeiter.

### Reaktionen des Europarats
Der Europarat erklärte die Absicht, den Fall zu untersuchen und einen Bericht zu veröffentlichen. Er geht davon aus, dass durch die Rückkehr russischer Parlamentsmitglieder in die Parlamentarische Versammlung des Europarats die Absicht deutlich wird, dass sie sich an die Regeln der Organisation halten. Mitglieder des entsprechenden Ausschusses würden nach Russland reisen, dies setze Kontakte mit den russischen Behörden voraus, um alle Umstände und Beweise zu klären.

## Rezeption in der Bevölkerung Russlands
In Russland erklärten im Dezember 2020 rund 78 Prozent der vom Lewada-Zentrum befragten Personen, sie seien über die Vergiftung Nawalnys informiert, 17 Prozent der Befragten äußerten, sie würden die Entwicklungen genau verfolgen. Von denen, die von der Vergiftung gehört hatten, hielten 30 Prozent die Vergiftung für eine inszenierte Fälschung, 19 Prozent für eine Provokation der westlichen Geheimdienste, 15 Prozent für eine Aktion russischer Behörden, 7 Prozent für den Racheakt einer der Personen, die von Ermittlungen Nawalnys betroffen waren. 6 Prozent für den Ausdruck von Konflikten innerhalb der russischen Opposition, 1 Prozent vermutete Gesundheitsprobleme Nawalnys, 4 Prozent entschieden sich für „einen anderen Grund“. 19 Prozent fanden es schwierig, eine Antwort zu geben. Die Meinungen korrelierten mit den Informationsquellen (Internet oder Fernsehen), der kritischen Haltung gegenüber der Regierung und mit dem Alter: Junge regierungskritische Bürger, die sich im Internet informieren, machten häufiger die Behörden verantwortlich als Ältere, die sich über das Fernsehen informieren und der Regierung eher vertrauen.

## Reaktionen deutscher Parteien und Politiker

### CDU/CSU
Der Unionsfraktionsvizevorsitzende Johann Wadephul stellte in Frage, dass Russland ein vertrauenswürdiger internationaler Partner sein könne, da es „unsere werte- und regelbasierte Ordnung“ bedrohe.
Am 28. September wurde bekannt, dass Bundeskanzlerin Angela Merkel Nawalny in der Woche vor der Entlassung im Krankenhaus besucht hatte, es handelte sich nach Angaben der Medien um einen privaten Termin.
Am 22. Dezember 2020 forderte der deutsche CDU-Politiker Paul Ziemiak Gerhard Schröder auf, sich angesichts der „erdrückenden Beweise“ bei Nawalny zu entschuldigen und die Drahtzieher zu verurteilen, nachdem jener noch im September Zweifel geäußert hatte.

### Bündnis 90/Die Grünen
Für die Partei Bündnis 90/Die Grünen offenbart der Mordversuch an Nawalny erneut den „mafiösen Charakter“ des Kremls. Katrin Göring-Eckardt und Manuel Sarrazin, Sprecher für Osteuropapolitik, erklärten in einer Pressemitteilung vom 2. September, seit Jahren sei der politische Mord ein Mittel zum Machterhalt des Systems von Wladimir Putin. Katrin Göring-Eckhardt forderte Konsequenzen, beispielsweise ein Ende von Nord Stream 2.
Der außenpolitische Sprecher der Grünen Jürgen Trittin sprach von einer „perversen Revitalisierung sowjetischer Herrschaftsmethoden“. Das Gaspipeline-Projekt müsse eingestellt werden, zumal es überflüssig sei und der europäischen Klimapolitik widerspreche.

### SPD
Der SPD-Vorsitzende Norbert Walter-Borjans nannte den Anschlag „empörend“. Borjans sah es im Interesse der russischen Regierung selbst „schnell und vorbehaltlos“ aufzuklären.

### FDP
Die FDP forderte als Konsequenz des Anschlags ein Sanktionsgesetz zur Ahndung von Menschenrechtsverletzungen. Diese sollten auch in Fällen wie der Ermordung Jamal Kashoggis und der Internierung der Uiguren angewendet werden. Als vergleichbare Regelung wird auf die Magnitski-Gesetze verwiesen.

### Die Linke
Die Partei Die Linke warnte vor „Vorverurteilungen“ und erklärte die Verdächtigung der russischen Regierung für nicht plausibel. Gregor Gysi vermute die Drahtzieher des Anschlags eher im Lager der Nord-Stream-2-Gegner wie USA oder Ukraine.
Zu innerparteilichen Konflikten führte nach Darstellung des Tagesspiegels im September eine Äußerung von Dietmar Bartsch vom 3. September 2020, die selten harte Reaktion der Bundesregierung sei angemessen. Klaus Ernst dagegen stellte die Frage nach dem Cui bono des Anschlags, was von Matthias Höhn zurückgewiesen wurde. Auch Andrej Hunko und Jan van Aken gelten dem Tagesspiegel zufolge als „kremlfreundlich“. Der Tagesspiegel sah Parallelen zur Reaktion der Partei auf den Fall Skripal, in dem die Fraktion unter Federführung von Sevim Dağdelen in einer kleinen Anfrage angeblich den Fragenkatalog der russischen Regierung übernommen habe. Amira Mohamed Ali forderte die Aufklärung des Verbrechens, lehnte aber ein Ende von Nord Stream 2 ab und wies darauf hin, dass die Tatsache, dass die USA selbst russisches Erdöl importieren, zeige: „Es geht nicht um Menschenrechte, es geht um Wirtschaftsinteressen.“

### Alternative für Deutschland
Ähnliche Auffassungen wie „Die Linke“ vertraten AfD-Politiker wie Gunnar Lindemann. In der Aktuellen Stunde am 11. September sprach Tino Chrupalla von Verdächtigungen ohne schlüssige Beweise. Es gehe vor allem darum, Deutschland zum Import von teurem und unter Anwendung des umweltschädlichen Förderverfahrens Fracking gewonnenem Schiefergas aus den USA zu nötigen.

## Verschwörungstheorien und Falschinformationen
Von russischen Medien wurde eine Vergiftung durch Marija Pewtschich behauptet. Ihr Vater, mit dem sie nach eigener Aussage allerdings seit 15 Jahren nach der Scheidung ihrer Eltern keinen Kontakt habe, habe eine spezielle Injektionsnadel entwickelt, mit der man Substanzen in den Körper einführen könne, ohne dass sie in den Blutkreislauf gelangen. Pewtschich wurde in diesen Berichten eine Nähe zu britischen Behörden und zu Wladimir Aschurkow unterstellt, der sich angeblich mit Nawalny zerstritten habe. Ihr Bezug zu Großbritannien ginge aber auf eine Zeit vor 10 Jahren zurück, als sie als Studentin Praktikantin eines britischen Politikers gewesen sei.
Am 14. September soll Präsident Putin Frankreichs Präsident Emmanuel Macron telefonisch die Vermutung mitgeteilt haben, Nawalny hätte sich das Nervengift möglicherweise selbst zugeführt.
Es wurde der Charité unterstellt, Ergebnisse zu verfälschen. Auch „Gegner der Erdgasleitung“ Nord Stream 2 wurden für mögliche Auftraggeber gehalten.
Die East StratCom Task Force des Europäischen Auswärtigen Dienstes registrierte, infolge der durch den Giftanschlag verschlechterten deutsch-russischen Beziehungen, einen Anstieg von in Russland propagierten Falschinformationen über Deutschland.

## Dokumentationen
- Daniel Roher: Navalny. USA, Januar 2022
- 2021: Florian Huber: Der Fall Nawalny Director's Cut (zweiteilig) in der ZDFzeit-Mediathek. Dokumentation (58 Min.), abrufbar bis 16. Februar 2029
- Die kalten Krieger und ihre Giftspur. In: ardaudiothek.de. 4. Oktober 2023, abgerufen am 31. Dezember 2023 (Audio-Podcast über den Giftanschlag auf Alexei Nawalny in der Reihe Dark Matters – Geheimnisse der Geheimdienste, ab 5:28).